# دراما سورية
تعد الدراما السورية واحدا من أبرز وأهم صناع الفن العربي حيث تشتهر بالعديد من الأعمال البارزه التي رصدت بذهون محبيه من أنحاء الوطن العربي حيث تتميز بشعبيتها الواسعة وأعمالها، من الأنواع الدراميه التي تتميز فيها صناعة الدراما السورية هي التاريخية، الاجتماعية، النوع الدمشقي أو مايعرف عنه الشامي ومن أبرز الأعمال الشاميه (باب الحارة) أشهر عمل عربي حصد ملايين المشاهدات والمعحبين الذي تم بثه في رمضان 2006 ويعد واحد من أهم أعمال الدراما السورية. 
من أبرز وأهم ماقدمته الدراما السورية والذي حصدت شعبية عالية بالوطن العربي (الزير سالم، باب الحارة، التغريبية الفلسطينيه، احلام كبيرة، أيام شاميه، جميل وهناء، عيلة خمس نجوم بمواسمه أيام، ابو زيد الهلالي، عمر، الولادة من الخاصرة، دنيا، ليالي الصالحية، اشواك ناعمة، والعديد من الأعمال الدرامية والكوميديه والاجتماعية والتاريخية الناجحه والمهمه بدراما السورية. 
أصبحت المسلسلات السورية واحدة من أكثر الصادرات قيمة في البلاد وتحظى بشعبية كبيرة في دول الخليج العربي.  بعد بداية الانتفاضة السورية عام 2011 دعا البعض إلى مقاطعة المسلسلات السورية.
غادر العديد من الممثلين والمنتجين والمخرجين السوريين البلاد تم تدمير العديد من مجموعات الأفلام أو تعذر الوصول إليها بسبب القتال. بحلول عام 2014 تم إنتاج 20 مسلسل سوري فقط مقارنة بـ 40 سلسلة أنتجت في 2010
المسلسلات السورية حسب سنة الإنتاج
قائمة أفلام المؤسسة العامة للسينما (سوريا)
 سوريا